# Джетлаг
Джетла́г (англ. jet lag: jet «реактивный самолёт» + lag «запаздывание»), синдром смены часового пояса — рассогласование циркадного ритма человека с природным суточным ритмом, вызванное быстрой сменой часовых поясов при авиаперелёте. Может сопровождаться усталостью, бессонницей, головной болью, потерей аппетита и другими состояниями дискомфорта.
Состояние может продолжаться несколько суток в зависимости от пересечённых часовых поясов и от направления перевода часов — перелёта на запад или на восток. В среднем время восстановления принимают как сутки на один или полтора часовых пояса.

## Причины
При пересечении нескольких часовых поясов для путешественника изменяется продолжительность светового дня и ночи, внутренние часы организма расходятся с временем часового пояса в месте прибытия, из-за чего нарушаются привычные ритмы питания, сна, выработки гормонов (в частности, мелатонина) и температуры тела, которые теперь не совпадают ни с окружающим миром, ни друг с другом. Десинхрония вызывается неспособностью тела быстро перестроиться на новый, сдвинутый относительно старого, ритм.
Скорость приспособления организма к новому расписанию сильно зависит от особенностей конкретного человека, кому-то потребуется несколько дней, кто-то вообще может ничего не заметить. Сдвиг на один-два часа обычно не вызывает серьёзных последствий.
Синдром связан не с затраченным на перелёт временем, а с разницей между временем в точках отправления и прибытия. Например, десятичасовой перелёт из Европы в Южно-Африканскую республику проходит практически параллельно меридиану и поэтому не вызывает синдрома, а пятичасовой перелёт из Испании в Россию может его вызвать, так как имеется разница в несколько часовых поясов.
Пересечение линии перемены дат не даёт вклада в сдвиг, так как изменение на 24 часа не влияет на ритм. Сдвиг вычисляется в пределах плюс-минус 12 часов.

## Симптомы
Симптомы могут различаться в зависимости от числа преодолённых часовых поясов.
- Нарушение пищеварения
- Головные боли
- Усталость, нарушение сна, бессонница
- Дезориентация, раздражительность
- Депрессия

Морская болезнь, заложенные уши, иногда приписываемые десинхронии, являются следствием полёта, а не пересечения часовых поясов.

## Зависимость от направления перелёта
Согласно исследованиям, большинство людей перелёт с запада на восток переносят хуже. Вероятно, причина заключается в том, что для большинства лечь спать позже и спать дольше проще, чем уснуть раньше и встать раньше.
Для примера, сравним расписание для двух путешественников, первый летит на запад, второй — на восток:
- из Лондона в Лос-Анджелес (разница во времени — 8 часов):

| на запад     | биологические часы лондонское время | лос-анджелесское время |
| ------------ | ----------------------------------- | ---------------------- |
| вылет        | 29 янв — 10:05                      | 29 янв — 02:05         |
| прибытие     | 29 янв — 21:10                      | 29 янв — 13:10         |
| отход ко сну | 30 янв — 06:00                      | 29 янв — 22:00         |

- из Лос-Анджелеса в Лондон:

| на восток    | биологические часы лос-анджелесское время | лондонское время |
| ------------ | ----------------------------------------- | ---------------- |
| вылет        | 29 янв — 15:50                            | 29 янв — 23:50   |
| прибытие     | 30 янв — 02:00                            | 30 янв — 10:00   |
| отход ко сну | 30 янв — 14:00                            | 30 янв — 22:00   |

Первый вариант — бодрствование всю ночь и отход ко сну в 6 утра на следующий день — позднее привычного на 8 часов. Второй вариант — бодрствование всю ночь и отход ко сну в 14 часов следующего дня — на 16 часов позднее привычного.